# Etchareottine Indijanci
Slavey (Slave, Awokanak, Etchareottine, Deh Cho).- Indijansko pleme porodice Athapaskan nastanjeno na zapadnim obalama Velikog ropskog jezera i bazenima rijeka Mackenzie i Liard i drugim pritocima. 

## Ime
Vlastito ime Slavey Indijanaca je prema Swantonu Etchaottine čije značenje njemu nije poznato. Prema Mooneyu, cijela ova grupa nosi naziv naziv Etchareottine u značenju ('people dwelling in the shelter'). Slave ili Slavey prijevod je imena Awokanak kojim su ih zvali Cree. Pod ovim su imenom poznati i dan danas.

## Lokalne grupe
Slavey Indijanci su se prema (Petitot, 1891) sastojali od sljedećih lokalnih skupina:
- Desnedeyarelottine, na obalama gornjeg Mackenzie Rivera.
- Eleidlinottine, tamo gdje se spajaju Liard i Mackenzie Rivers, a šire se dalje do jezera La Martre, Grandin, i Taché Lakes.
- Etchaottine, između Liard Rivera i Divide, duž rijeka Black, Beaver, i Willow River.
- Etcheridiegottine, na srednjem toku Liard Rivera.
- Etechesottine, između Velikog ropskog hezera i La Martre.
- Klodesseottine, na Hay Riveru.

-Ovim grupama treba možda dodati Indijance Mountain ili Shihgot’ine koji govore srodnim jezikom. Indijance K’áshogot’ine (Hare), Sahtúgot’ine (Bear Lake) i Shihgot’ine (Mountain) zbog sličnih jezika jezično pripisuju u takozvane Sjeverne (Northern) Slavey Indijance, no oni su svakako posebna plemena.

## Povijest
Prema Petitotu (1891) Etchareottine su se u prošlosti prostirali na jug sve do jezera Athabaska. Cree, koji su dobili vatreno oružje, potisnuli su ih na sjever, gdje su neki otišli čak na otoke u Velikom ropskom jezeru. Swanton osporava da su ikad Slaveyi dospjeli do jezera Athabaska. Godine 1789. njihovim područjem prolazi Mackenzie, pa su uskoro nakon njega utemeljene prve trgovačke postaje za trgovinu s Indijancima.

## Etnografija
Govori se (Petitot) da su Cree, njihovi ratoborni rođaci s juga, odvodili pripadnike ovog naroda u roblje, prozvavši ih Awokanak (=robovi). Isti autor spominje među njima običaje poznate kao circumcizija, koji su se obavljali u djetinjstvu. Članove plemena koji nisu bili podvrgnuti zahvatu circumcizije nazivali su 'psima'. Slaveyi su bili pravi ribarski narod i ihtiofazi subarktičkog područja. Riba im je bila glavna hrana. Ljeti bi se okupljali u velike ribarske logore, koji su nicali duž glavnih rijeka i jezera. U ribolovu {kaže Sara K. (Soeters) Allen }, služili su se mrežama od vrbine kore, hvatali bi, čistili i sušili velike količine ribe. Tokom zime ovi ribarski kampovi bi se razbili na manje zimske logore, a riba se lovila kroz otvore u ledu. 
Zimi bi, da dođu do mesa, Slaveyi znali ići i u lov na manju divljač i na losa. Allen (1998), poznavaoc Slaveya, kaže da su sve nezavisne lokalne bande ovog plemena formirale obiteljske skupine  “nodal kindreds”, od kojih je svaka imala zasebni tradicionalni lovački teritorij.

## Slavey Indijanci danas
Slavey su danas nastenjeni u 3 kanadske provincije: Alberta (Dene Tha'); Britanskoj Kolumbiji (Fort Nelson i Prophet River); i Northwest Territories (bande:  Fort Liard Band, Fort Norman, Fort Providence ili Deh Gah Got'ie Koe, Hay River Reserve Band, Jean Marie River ili Tthek'edeli, Ka'a'gee Tu (Kakisa), Na'adehe (Nahanni Butte), Fort Simpson, Sambaa K'e (Trout Lake), Wrigley. –Teritorijalno izolirani, ostali su u priličnoj sigurnosti od bijelaca, pa im se broj od nekadašnjih 1250 (1670.), popeo na 7,540 (2000.)

## Vanjske poveznice
- Slavey